# Locul fosilifer de la Zorlențu Mare
Locul fosilifer de la Zorlențu Mare (monument al naturii) este o arie protejată de interes național ce corespunde categoriei a III-a IUCN (rezervație naturală de tip paleontologic), situată în județul Caraș-Severin, pe teritoriul administrativ al comunei Zorlențu Mare.

## Descriere
Rezervația naturală se află în Dealurile Banatului, în partea nord-estică a Zorlențului Mare, lângă drumul județean ce leagă satul de localitatea Zorlencior și are o suprafață de 3 ha.
Aria naturală reprezintă o zonă colinară de deal, acoperită cu vegetație arboricolă (carpen, tei, salcâm, fag), cu arbusti (mur, măceș, alun, cărpiniță) și vegetație ierboasă (pir, păiuș, coada șoricelului, firuță), unde se găsesc resturi fosile de vertebrate (reptile, păsări, rozătoare, amfibieni) și nevertebrate (gasteropode, diptere, coleoptere,  miriapode, arahnide, heteroptere), depozitate în roci sedimentare, constituite din gresii, nisipuri și nisipuri aluvionare.